# Tías
Tías és un municipi situat a l'est de l'illa de Lanzarote, a les illes Canàries. És compost pels nuclis de Tías, Puerto del Carmen, Mácher, La Asomada, Masdache, Conil i Tegoyo.

## Residents a la vila
- José Saramago
- Alberto Vázquez Figueroa